# Вишневське газоконденсатне родовище
Вишневське газоконденсатне родовище — належить до Рябухинсько-Північно-Голубівського газоносного району Східного нафтогазоносного регіону України.

## Опис
Розташоване в Харківській області на відстані 25 км від м. Балаклія.
Знаходиться в півн. прибортовій зоні південно-східної частини Дніпровсько-Донецької западини.
Структура виявлена в 1978-80 рр. Відклади середнього та нижнього карбону залягають у вигляді структурного носа північно-західного простягання. Системою розломів амплітудою 35-65 м він розбитий на блоки, найвище гіпсометричне положення з яких має півд. блок. Перший промисл. приплив газоконденсатної суміші отримано з утворень московського ярусу з інт. 2950—2970 м у 1985 р.
Поклади знаходяться у тектонічно екранованих пастках. Колектори — пісковики. Режим покладів газовий.
Експлуатується з 1993 р. Запаси початкові видобувні категорій А+В+С1: газу — 5745 млн. м³; конденсату — 289 тис. т.